# Liste der Baudenkmale in Laatzen
Die unvollständige Liste der Baudenkmale in Laatzen enthält Baudenkmale der niedersächsischen Stadt Laatzen. Der Stand der Liste ist das Jahr 1988.

## Gleidingen

### Gruppe: Kirchen- und Hofanlage Hildesheimer Straße
| Lage                                                | Bezeichnung              | Beschreibung | ID       | Bild |
| --------------------------------------------------- | ------------------------ | --- | -------- | ---- |
| Hildesheimer Straße 52° 16′ 12″ N, 9° 50′ 23″ O     | Kirche                   | Die ev.-luth. St.-Gertruden-Kirche ist ein einschiffiger romanischer Bruchsteinbau, erbaut vermutlich im 12. Jahrhundert. Der barocke Westturm entstand in den Jahren 1720 bis 1725. Die heutige Form mit den klassizistischen Elementen erhielt das Kirchenschiff in den Jahren 1820 bis 1821. | 31124047 |      |
| Hildesheimer Straße 52° 16′ 10″ N, 9° 50′ 24″ O     | Grabsteine               | | 31124067 |      |
| Hildesheimer Straße 52° 16′ 11″ N, 9° 50′ 21″ O     | Kirchhof                 | | 31124085 | BW   |
| Hildesheimer Straße 562 52° 16′ 13″ N, 9° 50′ 20″ O | Wohn-/Wirtschaftsgebäude | | 31124209 |      |
| Hildesheimer Straße 564 52° 16′ 13″ N, 9° 50′ 25″ O | Scheune                  | | 31124297 | BW   |
| Hildesheimer Straße 564 52° 16′ 11″ N, 9° 50′ 25″ O | Gedenkstätte             | Ehrenanlage 1870/71, 1914/18, 1939/45 | 31124257 | BW   |
| Hildesheimer Straße 52° 16′ 13″ N, 9° 50′ 25″ O     | Friedhofskapelle         | | 31124104 | BW   |
| Hildesheimer Straße 564 52° 16′ 12″ N, 9° 50′ 26″ O | Schule                   | In der alten Schule sitzt heute die Heimatstube Gleidingen, eines der nur zwei Museen in Laatzen. | 31124277 |      |

### Sonstige Baudenkmale
| Lage                                                | Bezeichnung | Beschreibung | ID | Bild |
| --------------------------------------------------- | ----------- | --- | -- | ---- |
| Am Judenfriedhof 52° 16′ 8″ N, 9° 50′ 58″ O         | Friedhof    | Der Jüdische Friedhof Gleidingen existiert mindestens seit 1749. Bestattungen sind noch feststellbar für die Jahre 1840 bis 1938 (1939). Aus dieser Zeit stammen 52 Grabstätten mit 51 Grabsteinen. Seit 1997 finden auf dem Friedhof wieder jüdische Bestattungen statt. |    |      |
| Hildesheimer Straße 516 52° 16′ 33″ N, 9° 50′ 16″ O | Wohnhaus    | |    |      |
| Hildesheimer Straße 558 52° 16′ 17″ N, 9° 50′ 23″ O | Poststation | Ein um 1820 errichteter, verputzter Wandständerbau und das benachbarte Pferdestallgebäude. |    |      |
| Hildesheimer Straße 559 52° 16′ 24″ N, 9° 50′ 23″ O | Scheune     | |    |      |
| Hildesheimer Straße 560 52° 16′ 14″ N, 9° 50′ 24″ O | Pfarrhaus   | |    |      |
| Im Winkel 5 52° 16′ 24″ N, 9° 50′ 17″ O             | Wohnhaus    | |    | BW   |
| Im Winkel 7 52° 16′ 24″ N, 9° 50′ 16″ O             | Wohnhaus    | |    | BW   |
| Im Winkel 14 52° 16′ 25″ N, 9° 50′ 14″ O            | Wohnhaus    | |    | BW   |
| Ringstraße 1 52° 16′ 28″ N, 9° 50′ 16″ O            | Wohnhaus    | |    | BW   |
| Ringstraße 5 52° 16′ 27″ N, 9° 50′ 14″ O            | Wohnhaus    | |    | BW   |
| Ringstraße 10 52° 16′ 28″ N, 9° 50′ 13″ O           | Wohnhaus    | Ursprungsgebäude ist ein Fachwerkhaus, einst eine Betriebsstätte zur Herstellung von Tontöpfen. Im örtlichen Sprachgebrauch wird das Baudenkmal auch als „Hexenhaus“ bezeichnet.                                                                                          |    | BW   |
| Ritterstraße 14 52° 16′ 33″ N, 9° 50′ 12″ O         | Gut         | Wohnhaus aus der Zeit um 1860 und die den Hof flankierenden Fachwerkscheunen von 1836. |    |      |
| Ritterstraße 15 52° 16′ 31″ N, 9° 50′ 8″ O          | Wohnhaus    | |    | BW   |
| Ritterstraße 21 52° 16′ 28″ N, 9° 50′ 4″ O          | Gut         | |    | BW   |
| Ritterstraße 25 52° 16′ 31″ N, 9° 50′ 6″ O          | Wohnhaus    | Landarbeiterwohnhaus. Zweistöckig abgezimmerter Wandständerbau mit geputzten Gefache und Satteldach. |    | BW   |
| Zum Anger 8 52° 16′ 18″ N, 9° 50′ 15″ O             | Kirche      | Die katholische St.-Josef-Kirche Gleidingen wurde 1938/39 erbaut. |    |      |

## Grasdorf
| Lage                                                | Bezeichnung              | Beschreibung                            | ID       | Bild           |
| --------------------------------------------------- | ------------------------ | --------------------------------------- | -------- | -------------- |
| Am Südtor 26 52° 17′ 58″ N, 9° 48′ 8″ O             | Wohn-/Wirtschaftsgebäude |                                         |          |                |
| Am Südtor 31 52° 17′ 57″ N, 9° 48′ 5″ O             | Wohn-/Wirtschaftsgebäude |                                         |          |                |
| Am Thie 6 52° 18′ 2″ N, 9° 48′ 6″ O                 | Wohnhaus                 |                                         |          |                |
| Am Thie 7 52° 17′ 58″ N, 9° 48′ 10″ O               | Wohnhaus                 |                                         |          |                |
| Hildesheimer Straße 52° 18′ 21″ N, 9° 48′ 0″ O      | Friedhof                 |                                         |          |                |
| Hildesheimer Straße 172 52° 18′ 24″ N, 9° 47′ 57″ O | Skulptur der Hygieia     |                                         | 31127948 |                |
| Kirchstraße 52° 18′ 1″ N, 9° 48′ 2″ O               | St.-Marien-Kirche        |                                         |          | Weitere Bilder |
| Kirchstraße 52° 18′ 1″ N, 9° 48′ 2″ O               | Gedenksteine             |                                         |          |                |
| Kirchstraße 4 52° 18′ 1″ N, 9° 48′ 4″ O             | Wohn-/Wirtschaftsgebäude |                                         |          |                |
| Kirchstraße 5 52° 18′ 0″ N, 9° 48′ 4″ O             | Wohnhaus                 |                                         |          |                |
| Kirchstraße 7 52° 18′ 0″ N, 9° 48′ 2″ O             | Pfarrhaus                |                                         |          |                |
| Kronsbergstraße 80 52° 19′ 3″ N, 9° 48′ 23″ O       | Wohnhaus                 |                                         | 31127887 | BW             |
| Kronsbergstraße 80 52° 19′ 2″ N, 9° 48′ 23″ O       | Teich                    |                                         | 31128064 | BW             |
| Krumme Straße 3 52° 18′ 8″ N, 9° 48′ 9″ O           | Wohnhaus                 |                                         |          |                |
| Krumme Straße 5 52° 18′ 7″ N, 9° 48′ 10″ O          | Wohnhaus                 |                                         |          |                |
| Langer Brink 9 52° 18′ 14″ N, 9° 48′ 4″ O           | Wohnhaus                 |                                         |          |                |
| Leinstraße 6 52° 17′ 59″ N, 9° 47′ 59″ O            | Wohnhaus                 |                                         |          |                |
| Neuer Schlag 11 52° 18′ 3″ N, 9° 48′ 8″ O           | Hof                      |                                         |          |                |
| Reinekamp 52° 18′ 13″ N, 9° 47′ 48″ O               | Brücke                   | Brücke über die Leine, erbaut 1899/1900 |          | Weitere Bilder |

## Ingeln
| Lage                                                                | Bezeichnung | Beschreibung                                      | ID       | Bild |
| ------------------------------------------------------------------- | ----------- | ------------------------------------------------- | -------- | ---- |
| Hauptstraße 3 52° 16′ 41″ N, 9° 53′ 53″ O                           | Gasthaus    |                                                   | 31124907 |      |
| Hauptstraße 10 52° 16′ 40″ N, 9° 53′ 53″ O                          | Wohnhaus    |                                                   | 31124985 | BW   |
| Hauptstraße 12 52° 16′ 39″ N, 9° 53′ 54″ O                          | Wohnhaus    |                                                   | 31125042 |      |
| Hauptstraße 16 52° 16′ 40″ N, 9° 53′ 57″ O                          | Wohnhaus    |                                                   | 31125087 |      |
| Hauptstraße 28 52° 16′ 37″ N, 9° 54′ 7″ O                           | Scheune     | 1854 errichtete Längsdurchfahrtsscheune           | 31125109 |      |
| Stiftungstraße 15A früher: Schulstraße 3 52° 16′ 34″ N, 9° 54′ 6″ O | Wohnhaus    | um 1900 errichtetes Wohnhaus in Backsteinbauweise | 31125244 |      |
| Stiftungstraße 15B 52° 16′ 33″ N, 9° 54′ 6″ O                       | Wohnhaus    | 1808 errichtetes Querdielenhaus                   | 31125261 |      |

## Alt-Laatzen

### Baudenkmalgruppe Altes Rathaus
Die Baudenkmale (Gruppe):

| Lage                                         | Bezeichnung                    | Beschreibung                                                        | ID       | Bild |
| -------------------------------------------- | ------------------------------ | ------------------------------------------------------------------- | -------- | ---- |
| Alte Rathausstraße 52° 19′ 6″ N, 9° 47′ 7″ O | Baudenkmalgruppe Altes Rathaus | die Gruppe besteht aus dem Rathaus, dem Park und dem Kriegerdenkmal | 31077026 | BW   |

Die Baudenkmale (Einzeln):

| Lage                                            | Bezeichnung | Beschreibung                                                                                   | ID       | Bild |
| ----------------------------------------------- | ----------- | ---------------------------------------------------------------------------------------------- | -------- | ---- |
| Alte Rathausstraße 52° 19′ 3″ N, 9° 47′ 8″ O    | Ehrenmal    |                                                                                                | 31125278 |      |
| Alte Rathausstraße 12 52° 19′ 4″ N, 9° 47′ 4″ O | Herrenhaus  | Das Herrenhaus ist heute das Rathaus. Erbaut wurde das Haus in der Mitte des 18. Jahrhunderts. | 31125299 |      |
| Alte Rathausstraße 52° 19′ 6″ N, 9° 47′ 7″ O    | Park        |                                                                                                | 31125320 |      |

### Baudenkmalgruppe Städtische Siedlung Laatzen
| Lage                                           | Bezeichnung                                  | Beschreibung | ID       | Bild |
| ---------------------------------------------- | -------------------------------------------- | --- | -------- | ---- |
| 52° 18′ 44″ N, 9° 47′ 22″ O                    | Baudenkmalgruppe Städtische Siedlung Laatzen | die Gruppe besteht aus den Wohnhäusern der Straßen Am Bergdahle, Am Brocksberg 1 bis 15 ungerade, Am Heckenweg 1 bis 3, Am Lindenplatz, Deisterblick 1, 2, 4, Steiler Weg und Urnenfeldstraße 9 bis 17. | 31077037 |      |
| Am Bergdahle 1 52° 18′ 45″ N, 9° 47′ 33″ O     | Wohnhaus                                     | |          |      |
| Am Bergdahle 2 52° 18′ 45″ N, 9° 47′ 31″ O     | Wohnhaus                                     | |          |      |
| Am Bergdahle 3 52° 18′ 45″ N, 9° 47′ 32″ O     | Wohnhaus                                     | |          |      |
| Am Bergdahle 4 52° 18′ 45″ N, 9° 47′ 30″ O     | Wohnhaus                                     | |          |      |
| Am Bergdahle 5 52° 18′ 44″ N, 9° 47′ 31″ O     | Wohnhaus                                     | |          |      |
| Am Bergdahle 6 52° 18′ 45″ N, 9° 47′ 29″ O     | Wohnhaus                                     | |          |      |
| Am Bergdahle 7 52° 18′ 44″ N, 9° 47′ 30″ O     | Wohnhaus                                     | |          |      |
| Am Bergdahle 8 52° 18′ 45″ N, 9° 47′ 29″ O     | Wohnhaus                                     | |          |      |
| Am Bergdahle 9 52° 18′ 44″ N, 9° 47′ 30″ O     | Wohnhaus                                     | | 31125588 |      |
| Am Bergdahle 10 52° 18′ 45″ N, 9° 47′ 28″ O    | Wohnhaus                                     | |          |      |
| Am Bergdahle 11 52° 18′ 44″ N, 9° 47′ 29″ O    | Wohnhaus                                     | |          |      |
| Am Bergdahle 12 52° 18′ 44″ N, 9° 47′ 27″ O    | Wohnhaus                                     | |          |      |
| Am Bergdahle 13 52° 18′ 44″ N, 9° 47′ 28″ O    | Wohnhaus                                     | |          |      |
| Am Bergdahle 15 52° 18′ 43″ N, 9° 47′ 27″ O    | Wohnhaus                                     | |          |      |
| Am Bergdahle 17 52° 18′ 43″ N, 9° 47′ 26″ O    | Wohnhaus                                     | |          |      |
| Am Bergdahle 19 52° 18′ 43″ N, 9° 47′ 25″ O    | Wohnhaus                                     | |          |      |
| Am Bergdahle 21 52° 18′ 43″ N, 9° 47′ 25″ O    | Wohnhaus                                     | |          |      |
| Am Brocksberg 1 52° 18′ 48″ N, 9° 47′ 33″ O    | Wohnhaus (linke Haushälfte)                  | |          |      |
| Am Brocksberg 3 52° 18′ 48″ N, 9° 47′ 32″ O    | Wohnhaus (rechte Haushälfte)                 | |          |      |
| Am Brocksberg 5 52° 18′ 47″ N, 9° 47′ 30″ O    | Wohnhaus (linke Haushälfte)                  | |          |      |
| Am Brocksberg 7 52° 18′ 47″ N, 9° 47′ 30″ O    | Wohnhaus (rechte Haushälfte)                 | |          |      |
| Am Brocksberg 9 52° 18′ 47″ N, 9° 47′ 29″ O    | Wohnhaus (linke Haushälfte)                  | |          |      |
| Am Brocksberg 11 52° 18′ 47″ N, 9° 47′ 28″ O   | Wohnhaus (rechte Haushälfte)                 | |          |      |
| Am Brocksberg 13 52° 18′ 46″ N, 9° 47′ 27″ O   | Wohnhaus (linke Haushälfte)                  | |          |      |
| Am Brocksberg 15 52° 18′ 46″ N, 9° 47′ 27″ O   | Wohnhaus (rechte Haushälfte)                 | |          |      |
| Am Heckenweg 1 52° 18′ 47″ N, 9° 47′ 32″ O     | Wohnhaus (linke Haushälfte)                  | | 31125970 |      |
| Am Heckenweg 2 52° 18′ 47″ N, 9° 47′ 31″ O     | Wohnhaus                                     | |          |      |
| Am Heckenweg 3 52° 18′ 47″ N, 9° 47′ 32″ O     | Wohnhaus (rechte Haushälfte)                 | |          |      |
| Am Lindenplatz 1 52° 18′ 45″ N, 9° 47′ 23″ O   | Wohnhaus                                     | |          |      |
| Am Lindenplatz 2 52° 18′ 45″ N, 9° 47′ 23″ O   | Wohnhaus                                     | |          |      |
| Am Lindenplatz 3 52° 18′ 45″ N, 9° 47′ 23″ O   | Wohnhaus                                     | |          |      |
| Am Lindenplatz 4 52° 18′ 45″ N, 9° 47′ 23″ O   | Wohnhaus                                     | |          |      |
| Am Lindenplatz 5 52° 18′ 44″ N, 9° 47′ 23″ O   | Wohnhaus                                     | |          |      |
| Am Lindenplatz 6 52° 18′ 44″ N, 9° 47′ 23″ O   | Wohnhaus                                     | |          |      |
| Am Lindenplatz 7 52° 18′ 44″ N, 9° 47′ 24″ O   | Wohnhaus                                     | |          |      |
| Am Lindenplatz 8 52° 18′ 44″ N, 9° 47′ 24″ O   | Wohnhaus                                     | |          |      |
| Am Lindenplatz 9 52° 18′ 44″ N, 9° 47′ 24″ O   | Wohnhaus                                     | |          |      |
| Am Lindenplatz 10 52° 18′ 43″ N, 9° 47′ 23″ O  | Wohnhaus                                     | |          |      |
| Am Lindenplatz 10a 52° 18′ 43″ N, 9° 47′ 22″ O | Wohnhaus                                     | |          |      |
| Am Lindenplatz 10c 52° 18′ 43″ N, 9° 47′ 22″ O | Wohnhaus                                     | |          |      |
| Am Lindenplatz 11 52° 18′ 43″ N, 9° 47′ 21″ O  | Wohnhaus                                     | |          |      |
| Am Lindenplatz 12 52° 18′ 43″ N, 9° 47′ 21″ O  | Wohnhaus                                     | |          |      |
| Am Lindenplatz 13 52° 18′ 43″ N, 9° 47′ 21″ O  | Wohnhaus                                     | |          |      |
| Am Lindenplatz 14 52° 18′ 44″ N, 9° 47′ 20″ O  | Wohnhaus                                     | |          |      |
| Am Lindenplatz 15 52° 18′ 44″ N, 9° 47′ 20″ O  | Wohnhaus                                     | |          |      |
| Am Lindenplatz 16 52° 18′ 44″ N, 9° 47′ 20″ O  | Wohnhaus                                     | |          |      |
| Am Lindenplatz 17 52° 18′ 44″ N, 9° 47′ 20″ O  | Wohnhaus                                     | |          |      |
| Am Lindenplatz 18 52° 18′ 45″ N, 9° 47′ 20″ O  | Wohnhaus                                     | |          |      |
| Am Lindenplatz 19 52° 18′ 45″ N, 9° 47′ 20″ O  | Wohnhaus                                     | |          |      |
| Am Lindenplatz 20 52° 18′ 45″ N, 9° 47′ 20″ O  | Wohnhaus                                     | |          |      |
| Am Lindenplatz 21 52° 18′ 45″ N, 9° 47′ 21″ O  | Wohnhaus                                     | |          |      |
| Am Lindenplatz 22 52° 18′ 45″ N, 9° 47′ 21″ O  | Wohnhaus                                     | |          |      |
| Am Lindenplatz 23 52° 18′ 46″ N, 9° 47′ 21″ O  | Wohnhaus                                     | |          |      |
| Deisterblick 1 52° 18′ 44″ N, 9° 47′ 18″ O     | Wohnhaus                                     | |          |      |
| Deisterblick 2 52° 18′ 45″ N, 9° 47′ 18″ O     | Wohnhaus                                     | |          |      |
| Deisterblick 4 52° 18′ 45″ N, 9° 47′ 18″ O     | Wohnhaus                                     | | 31126528 |      |
| Steiler Weg 1a 52° 18′ 42″ N, 9° 47′ 21″ O     | Wohnhaus                                     | |          |      |
| Steiler Weg 1b 52° 18′ 42″ N, 9° 47′ 21″ O     | Wohnhaus                                     | |          |      |
| Steiler Weg 1 52° 18′ 42″ N, 9° 47′ 19″ O      | Wohnhaus                                     | |          |      |
| Steiler Weg 2 52° 18′ 42″ N, 9° 47′ 17″ O      | Wohnhaus                                     | | 31127050 |      |
| Steiler Weg 3 52° 18′ 42″ N, 9° 47′ 19″ O      | Wohnhaus                                     | |          |      |
| Steiler Weg 4 52° 18′ 42″ N, 9° 47′ 17″ O      | Wohnhaus                                     | | 31126528 |      |
| Steiler Weg 5 52° 18′ 41″ N, 9° 47′ 18″ O      | Wohnhaus                                     | | 31127104 |      |
| Steiler Weg 6 52° 18′ 41″ N, 9° 47′ 16″ O      | Wohnhaus                                     | | 31127122 |      |
| Steiler Weg 7 52° 18′ 41″ N, 9° 47′ 18″ O      | Wohnhaus                                     | |          |      |
| Steiler Weg 8 52° 18′ 41″ N, 9° 47′ 15″ O      | Wohnhaus                                     | |          |      |
| Steiler Weg 9 52° 18′ 41″ N, 9° 47′ 16″ O      | Wohnhaus                                     | |          |      |
| Steiler Weg 11 52° 18′ 41″ N, 9° 47′ 16″ O     | Wohnhaus                                     | |          |      |
| Urnenfeldstraße 9 52° 18′ 45″ N, 9° 47′ 36″ O  | Wohnhaus                                     | Besonderheit bei diesem Haus ist, dass es, obwohl es sich um ein Einfamilienhaus handelt, zwei verschiedene Giebelgestaltungen besitzt                                                                  |          |      |
| Urnenfeldstraße 11 52° 18′ 45″ N, 9° 47′ 35″ O | Wohnhaus                                     | |          |      |
| Urnenfeldstraße 12 52° 18′ 46″ N, 9° 47′ 35″ O | Wohnhaus                                     | | 31127248 |      |
| Urnenfeldstraße 13 52° 18′ 45″ N, 9° 47′ 35″ O | Wohnhaus                                     | |          |      |
| Urnenfeldstraße 14 52° 18′ 46″ N, 9° 47′ 34″ O | Wohnhaus                                     | |          |      |
| Urnenfeldstraße 15 52° 18′ 45″ N, 9° 47′ 34″ O | Wohnhaus                                     | |          |      |
| Urnenfeldstraße 16 52° 18′ 46″ N, 9° 47′ 33″ O | Wohnhaus                                     | |          |      |
| Urnenfeldstraße 17 52° 18′ 45″ N, 9° 47′ 34″ O | Wohnhaus                                     | |          |      |

Ebenfalls in diesem Stil sind das Haus Hildesheimer Straße 96 und in Sarstedt-Heisede das Haus Dorfstraße 12 errichtet.

### Baudenkmalgruppe Wohnhäuser Eichstraße
| Lage                                      | Bezeichnung                            | Beschreibung                                            | ID       | Bild |
| ----------------------------------------- | -------------------------------------- | ------------------------------------------------------- | -------- | ---- |
| 52° 18′ 51″ N, 9° 47′ 12″ O               | Baudenkmalgruppe Wohnhäuser Eichstraße | die Gruppe besteht aus den Häusern Eichstraße 27 bis 43 | 31077047 |      |
| Eichstraße 27 52° 18′ 53″ N, 9° 47′ 18″ O | Wohnhaus                               |                                                         |          |      |
| Eichstraße 29 52° 18′ 52″ N, 9° 47′ 17″ O | Wohnhaus                               |                                                         |          |      |
| Eichstraße 31 52° 18′ 52″ N, 9° 47′ 14″ O | Wohnhaus                               |                                                         |          |      |
| Eichstraße 33 52° 18′ 51″ N, 9° 47′ 13″ O | Wohnhaus                               |                                                         |          |      |
| Eichstraße 35 52° 18′ 51″ N, 9° 47′ 12″ O | Wohnhaus                               |                                                         |          |      |
| Eichstraße 37 52° 18′ 51″ N, 9° 47′ 12″ O | Wohnhaus                               |                                                         |          |      |
| Eichstraße 39 52° 18′ 51″ N, 9° 47′ 11″ O | Wohnhaus                               |                                                         |          |      |
| Eichstraße 41 52° 18′ 51″ N, 9° 47′ 10″ O | Wohnhaus                               |                                                         |          |      |
| Eichstraße 43 52° 18′ 51″ N, 9° 47′ 10″ O | Wohnhaus                               |                                                         | 31126726 |      |

### Baudenkmalgruppe Wohnhäuser Neue Straße
| Lage                                       | Bezeichnung                             | Beschreibung                                                 | ID       | Bild |
| ------------------------------------------ | --------------------------------------- | ------------------------------------------------------------ | -------- | ---- |
| Neue Straße 52° 18′ 59″ N, 9° 47′ 15″ O    | Baudenkmalgruppe Wohnhäuser Neue Straße | die Gruppe besteht aus den Häusern Neue Straße 11, 13 und 14 | 31077057 |      |
| Neue Straße 11 52° 18′ 59″ N, 9° 47′ 16″ O | Wohnhaus                                |                                                              |          |      |
| Neue Straße 13 52° 18′ 59″ N, 9° 47′ 15″ O | Wohnhaus                                |                                                              |          |      |
| Neue Straße 14 52° 19′ 0″ N, 9° 47′ 15″ O  | Wohnhaus                                |                                                              |          |      |

### Einzeldenkmale
| Lage                                              | Bezeichnung        | Beschreibung | ID | Bild           |
| ------------------------------------------------- | ------------------ | --- | -- | -------------- |
| Alte Rathausstraße 23 52° 18′ 58″ N, 9° 47′ 8″ O  | Wohnhaus           | |    |                |
| Alte Rathausstraße 24 52° 18′ 59″ N, 9° 47′ 6″ O  | Wohnhaus           | |    |                |
| Alte Rathausstraße 25 52° 18′ 57″ N, 9° 47′ 8″ O  | Wohnhaus           | |    |                |
| Alte Rathausstraße 38 52° 18′ 56″ N, 9° 47′ 6″ O  | Kapelle            | Die Kapelle wurde Anfang des 14. Jahrhunderts im Stil der nordischen Backsteingotik erbaut. Sie ist somit das älteste Gebäude Laatzens.                                                                   |    |                |
| Alter Markt 2 52° 19′ 2″ N, 9° 47′ 1″ O           | Gehöft             | Das Wohnwirtschaftsgebäude des Hofes wurde 1820 erbaut. |    |                |
| Hildesheimer Straße 7 52° 19′ 14″ N, 9° 47′ 9″ O  | Verwaltungsgebäude | |    | Weitere Bilder |
| Hildesheimer Straße 49 52° 19′ 1″ N, 9° 47′ 25″ O | Wohn- und Gasthaus | Um 1900 in Backstein errichtetes Ausflugslokal mit der Bezeichnung „Laatzener Turm“ mit fünf Geschossen. Villenartiger Baukomplex mit hohem Schaugiebel und Turm. Maßvoller neugotischer Fassadenschmuck. |    |                |

## Oesselse

### Gruppe: Kirchenanlage An der Nicolaikirche
Die Gruppe „Kirchenanlage An der Nicolaikirche“ hat die ID 31077153.

| Lage                                              | Bezeichnung       | Beschreibung                                                 | ID       | Bild           |
| ------------------------------------------------- | ----------------- | ------------------------------------------------------------ | -------- | -------------- |
| An der Nicolaikirche 2 52° 16′ 49″ N, 9° 53′ 4″ O | St. Nikolaikirche | Teil der Baudenkmalgruppe Kirchenanlage An der Nicolaikirche | 31127356 | Weitere Bilder |
| An der Nicolaikirche 2 52° 16′ 48″ N, 9° 53′ 7″ O | Pfarrhaus         | um 1900 errichteter Backsteinbau                             | 31127413 |                |
| An der Nicolaikirche 2 52° 16′ 49″ N, 9° 53′ 4″ O | Kirchhof          |                                                              | 31127376 | Weitere Bilder |

### Gruppe: Hofanlage Dorfbrunnenstraße 19
Die Gruppe „Hofanlage Dorfbrunnenstraße 19“ hat die ID 31077164.

| Lage                                             | Bezeichnung | Beschreibung                                             | ID       | Bild |
| ------------------------------------------------ | ----------- | -------------------------------------------------------- | -------- | ---- |
| Dorfbrunnenstraße 19 52° 16′ 50″ N, 9° 53′ 14″ O | Wohnhaus    | Teil der Baudenkmalgruppe Hofanlage Dorfbrunnenstraße 19 | 31127484 |      |
| Dorfbrunnenstraße 19 52° 16′ 51″ N, 9° 53′ 12″ O | Scheune     | Teil der Baudenkmalgruppe Hofanlage Dorfbrunnenstraße 19 | 31127504 |      |

### Einzelbaudenkmale
| Lage                                             | Bezeichnung              | Beschreibung | ID       | Bild |
| ------------------------------------------------ | ------------------------ | ------------ | -------- | ---- |
| Dorfbrunnenstraße 17 52° 16′ 51″ N, 9° 53′ 9″ O  | Wohn-/Wirtschaftsgebäude |              | 31127467 |      |
| Dorfbrunnenstraße 32 52° 16′ 49″ N, 9° 53′ 12″ O | Gehöft                   |              | 31127523 |      |
| Gleidinger Straße 52° 16′ 43″ N, 9° 53′ 14″ O    | Ehrenmal                 |              | 31127540 |      |
| Rotdornallee 4 52° 16′ 53″ N, 9° 52′ 56″ O       | Wohnhaus                 |              | 31127557 |      |
| Südeck 6 52° 16′ 48″ N, 9° 52′ 55″ O             | Wohnhaus                 |              | 31127574 |      |
| Weidenstraße 9 52° 16′ 56″ N, 9° 52′ 59″ O       | Scheune                  |              | 31127591 |      |
| Weidenstraße 9 52° 16′ 55″ N, 9° 53′ 0″ O        | Taubenhaus               |              | 31127609 |      |

## Rethen

### Gruppe: Herrenhaus und Park Rethen
Die Gruppe „Herrenhaus und Park Rethen“ hat die ID 31077175.

| Lage                                                | Bezeichnung | Beschreibung | ID       | Bild |
| --------------------------------------------------- | ----------- | --- | -------- | ---- |
| Hildesheimer Straße 343 52° 17′ 11″ N, 9° 49′ 13″ O | Herrenhaus  | Das Herrenhaus wurde um 1800 erbaut. Es ist ein traufständiges, zweigeschossiges Vierständerbau mit einem Krüppelwalmdach. Bis auf die Nordseite ist das Haus mit Holzbrettern verkleidet, diese sind hell gestrichen. Es war das Herrenhaus des Rittergutes Hartmann. Bis 1974 wurde das Haus als Verwaltungsgebäude genutzt, heute befindet sich hier ein Kindergarten. | 31127684 |      |
| 52° 17′ 14″ N, 9° 49′ 13″ O                         | Park        | Der „Park Rethen“ wurde wie das Herrenhaus um 1800 angelegt. | 31127704 |      |

### Einzeldenkmale
| Lage                                               | Bezeichnung              | Beschreibung | ID       | Bild           |
| -------------------------------------------------- | ------------------------ | --- | -------- | -------------- |
| Am Bahnhof 52° 17′ 7″ N, 9° 49′ 13″ O              | Empfangsgebäude          | | 31127627 |                |
| Thiestraße 19 52° 17′ 12″ N, 9° 49′ 28″ O          | Kirche                   | | 31127650 | Weitere Bilder |
| An der Bruchriede 3 52° 17′ 15″ N, 9° 49′ 30″ O    | Wohn-/Wirtschaftsgebäude | | 31127667 |                |
| Hildesheimer Straße 355 52° 17′ 9″ N, 9° 49′ 24″ O | Wohn-/Geschäftshaus      | Um 1900 errichteter Ziegelbau. Die durchgearbeitete Straßenfront gilt als Beispiel der hannoverschen Architekturauffassung. | 31127740 |                |
| Steinweg 15 52° 17′ 14″ N, 9° 49′ 40″ O            | Wohnhaus                 | | 31127814 | BW             |
| Steinweg 17 52° 17′ 13″ N, 9° 49′ 37″ O            | Wohn-/Wirtschaftsgebäude | Altenteiler | 31127831 |                |
| Thiestraße 52° 17′ 11″ N, 9° 49′ 29″ O             | Kriegerdenkmal           | | 31127853 |                |
| Thiestraße 20 52° 17′ 11″ N, 9° 49′ 28″ O          | Schule                   | | 31127870 |                |
| Zuckerstraße 17 52° 16′ 59″ N, 9° 49′ 27″ O        | Wohnheim                 | Das Wohnheim wurde für die Arbeiter der Zuckerfabrik auf dem Betriebsgelände um 1880 errichtet. Der ursprünglich zweigeschossiger Ziegelbau mit einem Mansardgiebeldach wurde 1910 um zwei geschösse erhöht. Die Fassadeist durch Lisenen und gegliedert. Die Fenster haben unterschiedliche Breiten. | 31127757 |                |

## Ehemalige Baudenkmale
| Lage                                                           | Bezeichnung              | Beschreibung                                                                                                 | ID | Bild |
| -------------------------------------------------------------- | ------------------------ | --- | -- | --- |
| Deisterblick 6 52° 18′ 45″ N, 9° 47′ 17″ O                     | Wohnhaus                 | im Denkmalatlas nicht mehr gelistet                                                                          |    | |
| Deisterblick 8 52° 18′ 45″ N, 9° 47′ 16″ O                     | Wohnhaus                 | im Denkmalatlas nicht mehr gelistet                                                                          |    | |
| Alt-Laatzen, Neue Straße 12 52° 19′ 0″ N, 9° 47′ 16″ O         | Wohnhaus                 | im Denkmalatlas nicht mehr gelistet                                                                          |    | |
| Alt-Laatzen, Neue Straße 12A 52° 19′ 0″ N, 9° 47′ 15″ O        | Wohnhaus                 | im Denkmalatlas nicht mehr gelistet                                                                          |    | |
| Alt-Laatzen, Alte Rathausstraße 39 52° 18′ 54″ N, 9° 47′ 14″ O | Schule                   | Calenberger Schule, im Denkmalatlas nicht mehr gelistet                                                      |    | |
| Ingeln Hauptstraße 6 52° 16′ 41″ N, 9° 53′ 50″ O               | Wohnhaus                 | ein Grundstück mit dieser Adresse ist nicht vorhanden                                                        |    | [[Vorlage:Bilderwunsch/code!/C:52.27808,9.89713!/D:Ingeln Hauptstraße 6, Wohnhaus!/\|BW]]                    |
| Ingeln Hauptstraße 8 52° 16′ 41″ N, 9° 53′ 51″ O               | Wohnhaus                 | abgerissen und durch einen Neubau ersetzt                                                                    |    | [[Vorlage:Bilderwunsch/code!/C:52.27794,9.89756!/D:Ingeln Hauptstraße 8, Wohnhaus!/\|BW]]                    |
| Ingeln Hauptstraße 10A 52° 16′ 40″ N, 9° 53′ 53″ O             | Wohnhaus                 | Lage nicht ersichtlich                                                                                       |    | [[Vorlage:Bilderwunsch/code!/C:52.277903,9.89805!/D:Ingeln Hauptstraße 10A, Wohnhaus!/\|BW]]                 |
| Ingeln Molkereistraße 2 52° 16′ 37″ N, 9° 53′ 58″ O            | Molkerei                 | Um 1900 errichteter schlichter Ziegelbau; abgerissen                                                         |    | [[Vorlage:Bilderwunsch/code!/C:52.276958,9.899344!/D:Ingeln Molkereistraße 2, Molkerei!/\|BW]]               |
| Ingeln Pfingstangerweg 3 52° 16′ 41″ N, 9° 53′ 48″ O           | Hofanlage                | Haupthaus ist ein 1825 errichteter Vierständer. Längsdurchfahrtscheune datiert 1795. Nebengebäude abgerissen |    | |
| Oesselse An der Nicolaikirche 3 52° 16′ 50″ N, 9° 53′ 2″ O     | Wohnhaus                 | im Denkmalatlas nicht mehr gelistet                                                                          |    | [[Vorlage:Bilderwunsch/code!/C:52.28064,9.88395!/D:Oesselse An der Nicolaikirche 3, Wohnhaus!/\|BW]]         |
| Oesselse An der Nicolaikirche 5 52° 16′ 51″ N, 9° 53′ 2″ O     | Gehöft                   | im Denkmalatlas nicht mehr gelistet                                                                          |    | |
| Oesselse Dorfbrunnenstraße 14 52° 16′ 51″ N, 9° 53′ 1″ O       | Wohn-/Wirtschaftsgebäude | im Denkmalatlas nicht mehr gelistet                                                                          |    | |
| Oesselse Weidenstraße 9 52° 16′ 56″ N, 9° 53′ 1″ O             | Hofanlage                | im Denkmalatlas nicht mehr gelistet                                                                          |    | [[Vorlage:Bilderwunsch/code!/C:52.28209,9.88363!/D:Oesselse Weidenstraße 9, Hofanlage!/\|BW]]                |
| Oesselse Mühlenweg 52° 16′ 41″ N, 9° 53′ 16″ O                 | Bockwindmühle            | Die Mühle brannte am 2. November 1987 ab.                                                                    |    | [[Vorlage:Bilderwunsch/code!/C:52.2781,9.8878!/D:Oesselse Mühlenweg, Bockwindmühle!/\|BW]]                   |
| Rethen Hildesheimer Straße 348 52° 17′ 9″ N, 9° 49′ 15″ O      | Bahnhofsgaststätte       | abgerissen, Grundstück für die Straßenerweiterung und für den Stadtbahnbau benutzt                           |    | [[Vorlage:Bilderwunsch/code!/C:52.28574,9.8207!/D:Rethen Hildesheimer Straße 348, Bahnhofsgaststätte!/\|BW]] |
| Rethen Peiner Straße 24 52° 17′ 16″ N, 9° 49′ 28″ O            | Gehöft                   | |    | |
| Rethen Steinweg 13 52° 17′ 14″ N, 9° 49′ 36″ O                 | Gehöft                   | Gebäude abgerissen, Grundstück neu bebaut                                                                    |    | [[Vorlage:Bilderwunsch/code!/C:52.28721,9.82676!/D:Rethen Steinweg 13, Gehöft!/\|BW]]                        |